# (33513) 1999 GE34
1999 GE34 (asteroide 33513) é um asteroide da cintura principal. Possui uma excentricidade de 0.19333010 e uma inclinação de 4.24376º.
Este asteroide foi descoberto no dia 6 de abril de 1999 por LINEAR em Socorro.